# Phalera sundana
Phalera sundana is een nachtvlinder uit de familie van de tandvlinders (Notodontidae). De soort komt voor in het Oriëntaals gebied, met name in Soendaland, het gebied rond de Soenda-eilanden.